# Unalaska (ville)
Pour les articles homonymes, voir Unalaska.
Unalaska (en aléoute : Iluulux̂) est une ville située dans les Aléoutiennes occidentales de l'État américain d'Alaska. Unalaska est localisée sur l'île d'Unalaska, avoisinant l'île d'Amaknak, dans l'archipel des Aléoutiennes. La ville bien que très petite a pourtant le port de pêche le plus important (en volume) des États-Unis, Dutch Harbor.

## Géographie
Unalaska a une superficie totale de 549,9 km2 dont 47,7 % d'eau.

### Toponymie
La ville d'Unalaska tire son nom de l'île où elle se trouve. Le mot « Unalaska » est une américanisation du terme russe Ounalachka (Уналашка).

### Démographie
La population était de 4 283 habitants au moment du recensement des États-Unis de 2000 ; elle était estimée à 3 836 habitants en 2007. Pratiquement toute la zone portuaire, mieux connue sous le nom de Dutch Harbor ou simplement « Dutch », se situe sur l'île d'Amaknak. Elle est reliée à la ville par un pont. C'est le plus grand port des États-Unis par quantité pêchée.
Le peuple des Aléoutes vivait dans la région bien avant l'arrivée des Européens. La région d'Unalaska fut atteinte pour la première fois par les Européens par des chasseurs de fourrure russes menés par Stepan Glotov en 1759.
Au recensement de 2010, la ville comptait 4 376 habitants soit 927 foyers et 533 familles. La densité de population était de 8,0 hab./km2.
| Groupe               | Unalaska | Alaska | États-Unis |
| -------------------- | -------- | ------ | ---------- |
| Blancs               | 39,2     | 66,7   | 72,4       |
| Asiatiques           | 32,6     | 5,4    | 4,8        |
| Autochtones d'Alaska | 6,1      | 14,8   | 0,9        |
| Autres               | 7,4      | 1,6    | 6,2        |
| Afro-Américains      | 6,9      | 3,3    | 12,6       |
| Métis                | 5,6      | 7,3    | 2,9        |
| Océaniens            | 2,2      | 1,1    | 0,2        |
| Total                | 100      | 100    | 100        |
|                      |          |        |            |
| Latino-Américains    | 15,2     | 5,5    | 16,7       |

Selon l'American Community Survey pour la période 2010-2014, 43,86 % de la population âgée de plus de cinq ans déclare parler l'anglais à la maison, 23,68 % déclare parler le tagalog, 8,04 % une langue océanienne, 7,64 % l'espagnol, 5,17 % le vietnamien, 0,67 % une langue eskimo-aléoute, 0,54 % le russe et 5,46 % une autre langue.
| 1880 | 1890 | 1900 | 1910 | 1920 | 1930 | 1940 | 1950 |
| ---- | ---- | ---- | ---- | ---- | ---- | ---- | ---- |
| 406  | 317  | 428  | 281  | 299  | 226  | 298  | 173  |

| 1960 | 1970 | 1980  | 1990  | 2000  | 2010  | - | - |
| ---- | ---- | ----- | ----- | ----- | ----- | - | - |
| 218  | 342  | 1 322 | 3 089 | 4 283 | 4 376 | - | - |

### Climat
| Mois                                  | jan.     | fév.     | mars     | avril    | mai     | juin    | jui.    | août    | sep.    | oct.     | nov.     | déc.     | année    |
| ------------------------------------- | -------- | -------- | -------- | -------- | ------- | ------- | ------- | ------- | ------- | -------- | -------- | -------- | -------- |
| Température minimale moyenne (°C)     | −1,8     | −1,4     | −1,6     | 0,3      | 3       | 5,8     | 8,1     | 8,9     | 6,8     | 3,6      | 0,7      | −0,8     | 2,6      |
| Température moyenne (°C)              | 0,6      | 1,1      | 1,2      | 2,8      | 5,6     | 8,5     | 11,1    | 12,1    | 9,7     | 6,2      | 3,4      | 1,7      | 5,3      |
| Température maximale moyenne (°C)     | 2,9      | 3,7      | 3,8      | 5,4      | 8,2     | 11,3    | 14,1    | 15,2    | 12,6    | 8,9      | 6,3      | 4,1      | 8,1      |
| Record de froid (°C) date du record   | −22 1986 | −18 1991 | −17 1984 | −12 1984 | −9 1984 | −1 2004 | 1 1989  | −1 2004 | −5 1994 | −12 1994 | −13 1991 | −15 1989 | −22 1986 |
| Record de chaleur (°C) date du record | 14 1952  | 16 1932  | 21 1936  | 16 1935  | 19 1927 | 23 1985 | 26 1917 | 28 1982 | 27 1939 | 18 1995  | 19 1926  | 15 1994  | 28 1982  |
| Précipitations (mm)                   | 172,5    | 131,6    | 118,1    | 88,1     | 106,7   | 64      | 58,4    | 72,6    | 145,5   | 200,4    | 169,2    | 200,2    | 1 527,3  |
| dont neige (cm)                       | 65       | 43,9     | 43,7     | 16,3     | 1       | 0       | 0       | 0       | 0       | 2,8      | 17       | 47       | 236,7    |
| Nombre de jours avec précipitations   | 22,3     | 19,2     | 19,2     | 18       | 18,1    | 14,7    | 13,6    | 14,8    | 20,1    | 24,7     | 22,4     | 23,3     | 230,4    |
| Nombre de jours avec neige            | 10,3     | 7,7      | 8,6      | 3,9      | 0,2     | 0       | 0       | 0       | 0       | 0,5      | 4,1      | 8,8      | 44,1     |

| Diagramme climatique                                  |              |              |            |           |           |             |             |              |             |             |              |
| J                                                     | F            | M            | A          | M         | J         | J           | A           | S            | O           | N           | D            |
| 2,9−1,8172,5                                          | 3,7−1,4131,6 | 3,8−1,6118,1 | 5,40,388,1 | 8,23106,7 | 11,35,864 | 14,18,158,4 | 15,28,972,6 | 12,66,8145,5 | 8,93,6200,4 | 6,30,7169,2 | 4,1−0,8200,2 |
| Moyennes : • Temp. maxi et mini °C • Précipitation mm |              |              |            |           |           |             |             |              |             |             |              |

## Histoire

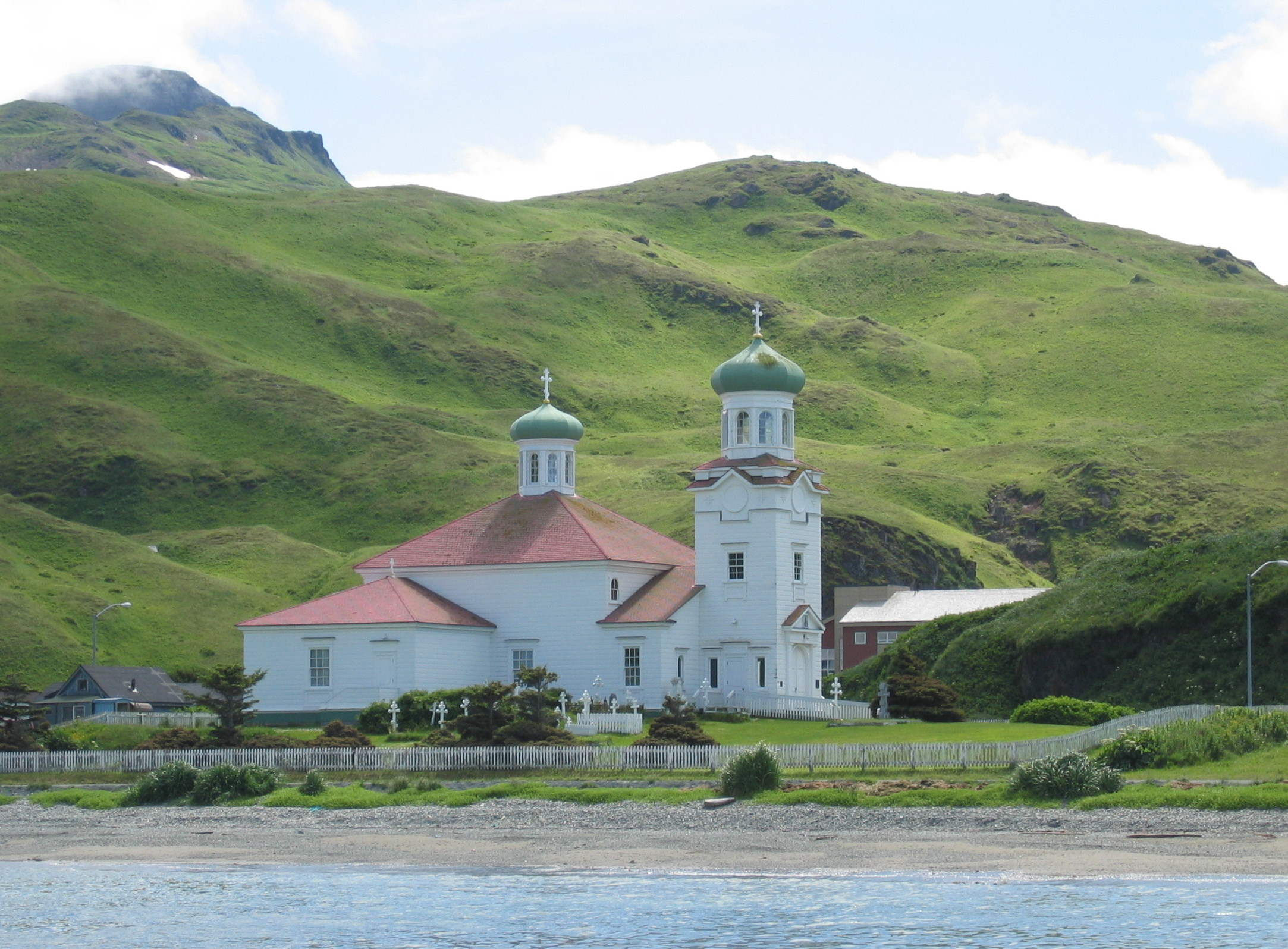
L'église de la Sainte-Ascension à Unalaska

Les îles d'Unalaska et d'Amaknak comportaient 24 campements regroupant environ un millier de personnes à l'arrivée des Russes en 1759. En 1768, Unalaska est devenu un port russe principalement destiné à l'exportation de la fourrure des loutres de mer qu'ils massacrèrent. En 1825, une église russe orthodoxe y fut bâtie. Le prêtre Ivan Veniaminov créa le premier système de transcription de la langue aléoute locale avec l'aide des autochtones et transcrivit la Bible en aléoute. L'ethnologue et linguiste Alphonse Pinart s'y rendit lors de son voyage de 1871-1872.
L'armée américaine établi une base dans le port de Dutch Harbor, qui est développée pendant la seconde guerre mondiale. Elle servira notamment de base pour les sous-marins qui n'ont pas encore un rayon d'action suffisant. En prélude et comme diversion de l'attaque sur Midway, l'aéronavale japonaise bombarde la base le 3 juin 1942. Pendant le conflit la majeure partie des Aléoutes fut déplacée vers le sud-est de l'Alaska.
Au début des années 1950, Unalaska devient connu pour son industrie de pêche au Crabe royal du Kamtchatka ; en 1981, la ville devient le plus grand port de pêche des États-Unis. Depuis 2005, un documentaire de Discovery Channel, intitulé Péril en haute mer, se focalise principalement sur les pêcheurs situés à Dutch Harbor.

## Économie
Malgré son isolement géographique du reste des États-Unis, et même de l'Alaska, Unalaska possède un port très dynamique dans le domaine de la pêche. En effet, celui-ci est le premier des États-Unis dans ce domaine en volume sans interruption depuis 1996.
Un projet pilote initié par le port d'Unalaska et l'Université d'Alaska produit du biodiesel à partir du poisson. À terme, la production annuelle devrait se chiffrer à 3,5 millions de tonnes.

## Jumelage
Unalaska est jumelé avec :
- Petropavlovsk-Kamtchatski, Russie (depuis 1990)[10]